# أوجينيوس
فلافيوس أوجينيوس هو امبراطور روما من 392 إلى سنة 394، تولى الحكم بعد وفاة فالنتينيان الثاني، حيث قام قائد الجيش حينها وصاحب النفوذ الاعلى أربوغست في الامبراطورية الرومانية الغربية بتنصيبه. بالإضافة إلى أربوغسط حظي بدعم مجلس الشيوخ الروماني ومنهم فيريوس نيكوماكوس فلافيانوس وابنه نيكوماكوس فلافيانوس. حسب ما ذكره المؤرخين أنه كان مسيحي لكن برغم ذلك دعم الديانة الرومانية القديمة وأعاد عدة معابد وثنية للآلهة الرومانية. وقف بوجه أمبروز أسقف ميلانو وألذي طلب معونة الإمبراطور البيزنطي ثيودوسيوس الأول. بعد علم ثيودوسيوس بقيام أوجينيوس باعادة إحياء الوثنية أعلن أنه غاصب على العرش ونصب إبنه هونوريوس كإمبراطور على روما، توجه ثيودوسيوس بجيشه نحو إيطاليا مستعيناً بمرتزقة من القوط وتصادم ضد أوجينيوس وأربوغست في معركة فريجيدوس في وادي فيبافا في سلوفينيا حالياً وقتل هناك في المعركة فيما انتحر قائد الجيش أربوغست بعد هربه إلى الجبال وأصبح هونوريوس الإمبراطور مكانه.